# Блејк Ејхерн
Блејк Ејхерн (енгл. Blake Ahearn; IPA:  /0,20/; рођен 27. маја 1984) је бивши амерички кошаркаш. Играо је на позицији плејмејкера.

## Каријера на колеџу
Кошарку је почео играти на колеџу Де Смет у Сент Луису (Мисури). У трогодишњој каријери на колеџу као јуниор је убацивао просечно 17,7 кошева по утакмици, а као сениор 18,5. У јуниорској сезони поломио је руку, па није успео да одигра целу сезону.

## Професионална каријера
По завршетку колеџа Ејхерн је углавном наступао у НБА развојној лиги и то за Дакота визардсе (проглашен за најбољег новајлију 2008. године), Остин спарсе, Бејкерсфилд џем, Ири бејхоксе, Рино бигхорнсе и Санта Круз вориорсе са којима је освојио и титулу првака у сезони 2014/15. У НБА је кратко наступао за Мајами хит, Сан Антонио спарсе и Јута Џез. У Европи је наступао за шпански Естудијантес, италијански Терамо Баскет и украјински Будивељник са којим је у сезони 2013/14. освојио национално првенство и куп. Играо је и за кинеске Донггуан леопардсе, а имао је излет и у Порторико где је наступао за Капитанес де Аресибо.